# غیطون
غیطون (به عربی: غیطون) یک روستا در سوریه است که در ناحیه اخترین واقع شده‌است. غیطون ۱٬۰۸۰ نفر جمعیت دارد.